# Conus marmoratus
Conus marmoratus é uma espécie de gastrópode do gênero Conus, pertencente à família Conidae.